# Tillandsia bakeri
Tillandsia bakeri là một loài thực vật có hoa trong họ Bromeliaceae. Loài này được L.B.Sm. miêu tả khoa học đầu tiên năm 1931.